# Лаагер (точка)
62°38′16″ пд. ш. 61°08′55″ зх. д. / 62.6378° пд. ш. 61.1487° зх. д.

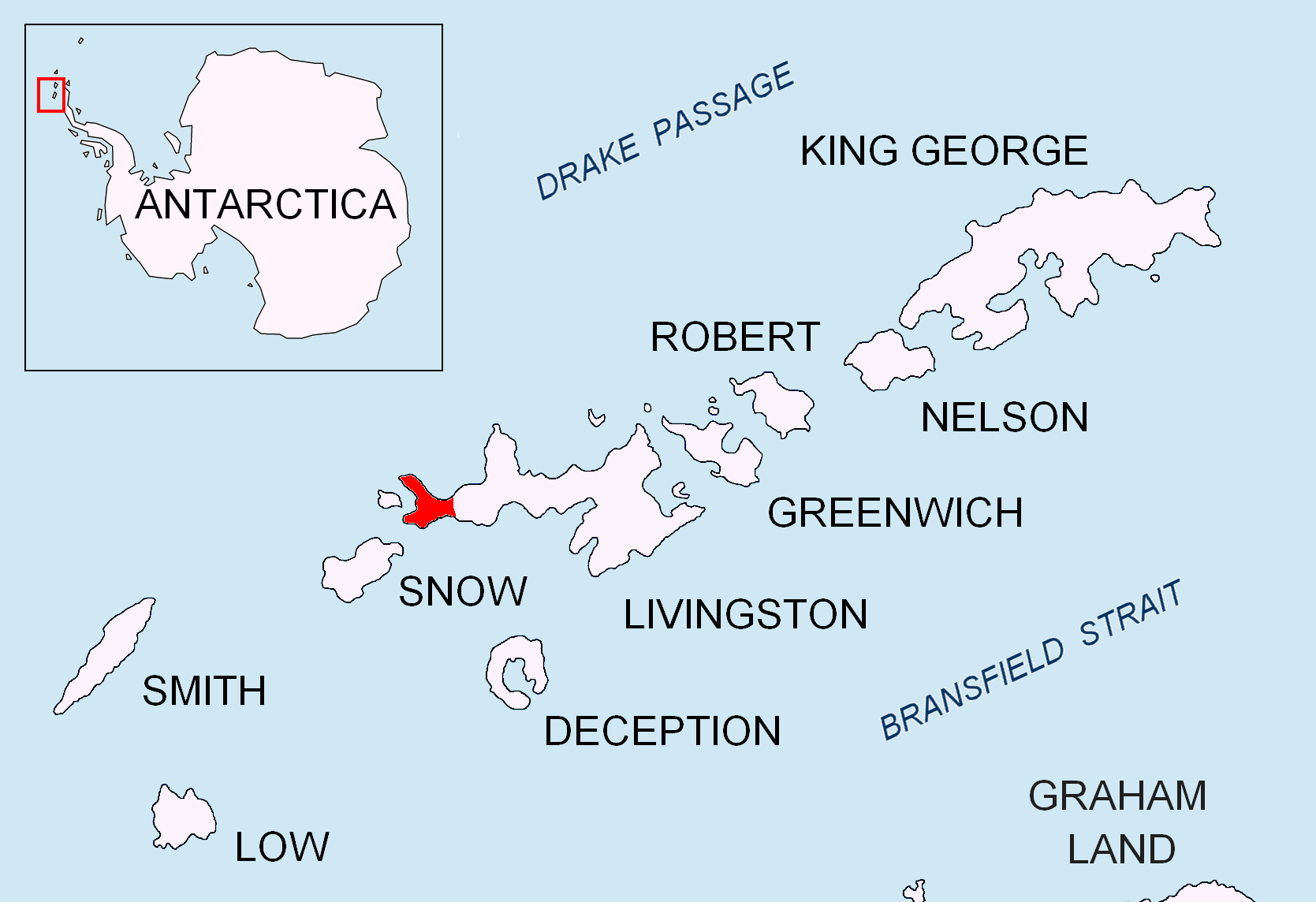
Розташування півострова Байерс, острів Лівінгстон на Південних Шетландських островах

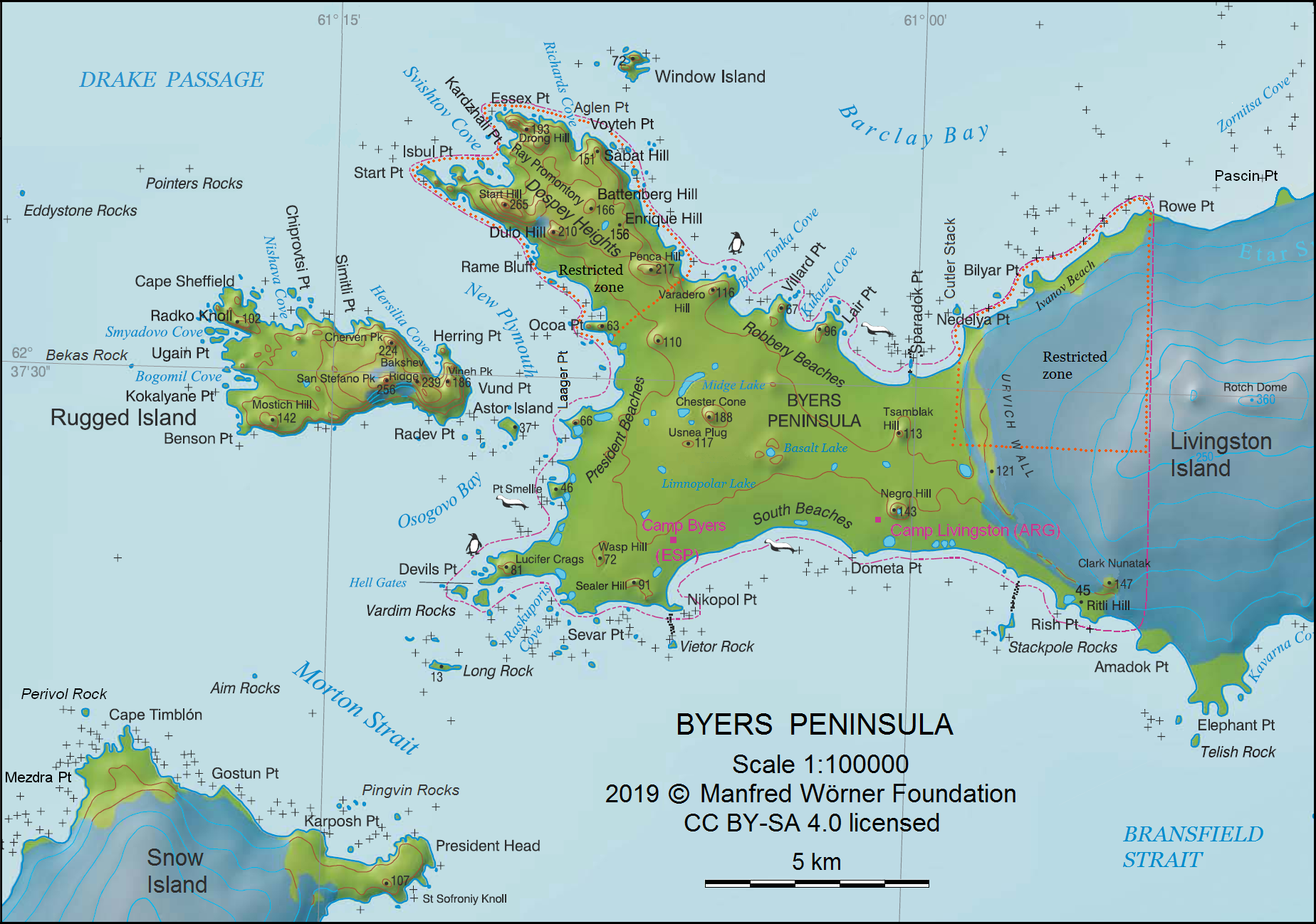
Карта особливо охоронюваного району Антарктики ASPA 126 півострів Байєрс

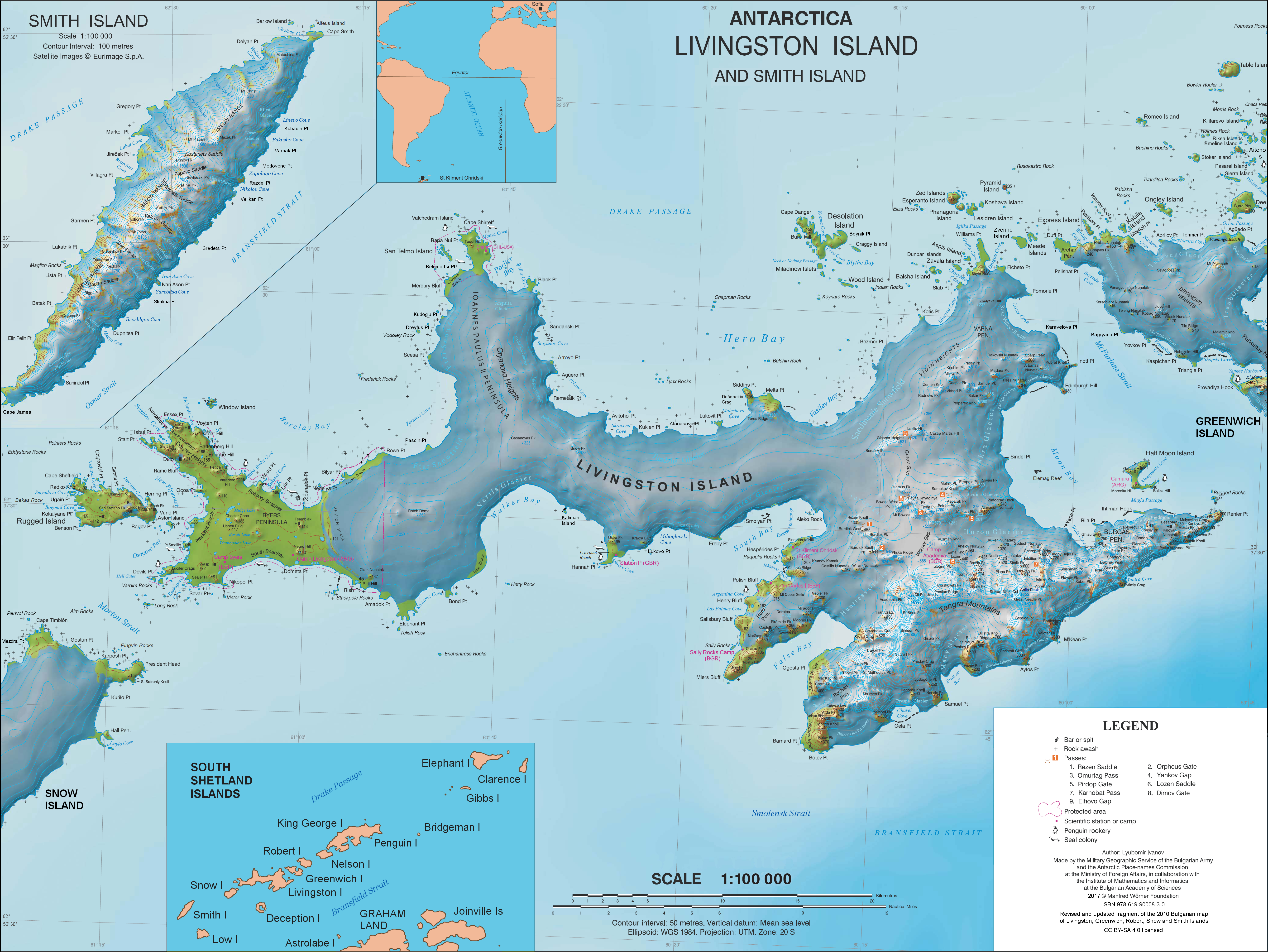
Топографічна карта островів Лівінгстон та Сміт

Точка Лаагер - це помітний мис, що простягається від пляжів президент на півострові Байерс, острів Лівінгстон на Південних Шетландських островах, Антарктида, що виходить на острів Астор. Вона утворює південно-східну точку входу до гавані Нью-Плімут та північну вхідну точку до затоки Осогово. Озеро Найяд розташоване на південно-західній стороні точки, а озеро Пістірос - у 900 м на схід від нього. Район відвідали герметики 19 століття.
Назва точки (що означає "Camp Point'') походить від більш ранньої іспанської форми, "Punta Campamento '', даної чилійськими дослідниками в 1971 році.

## Розташування
Точка знаходиться за координатами 62°38′16.1″ пд. ш. 61°08′55.2″ зх. д. / 62.637806° пд. ш. 61.148667° зх. д., що є 6,45 км на південь-південний схід від точки початку, 3.28 км на захід від Честер-конуса, 4.9 км на північний захід від пункту Нікополь, 4.09 км на північ-північний схід від точки Девілз та 2.14 км на схід-південний схід від точки Вунд, острів Руггед (британське картографування у 1968 р., детальне іспанське картографування у 1992 р. та болгарське - у 2005 та 2009 рр.)

## Мапи
- Півострів Баєрс, Ісла Лівінгстон. Карта топографіки ескала 1: 25000. Мадрид: Servicio Geográfico del Ejército, 1992.
- Л. Л. Іванов та ін. Антарктида: острів Лівінгстон та острів Гринвіч, Південні Шетландські острови . Масштаб 1: 100000 топографічної карти. Софія: Антарктична комісія з географічних назв Болгарії, 2005.
- Л. Л. Іванов. Антарктида: острови Лівінгстон та Гринвіч, Роберт, Сноу та Сміт [Архівовано 24 квітня 2008 у Wayback Machine.] . Масштаб 1: 120000 топографічної карти. Троян: Фонд Манфреда Вернера, 2009.ISBN 978-954-92032-6-4
- Антарктична цифрова база даних (ADD). [Архівовано 5 березня 2017 у Wayback Machine.] Масштаб 1: 250000 топографічної карти Антарктиди. Науковий комітет з антарктичних досліджень (SCAR). З 1993 року регулярно модернізується та оновлюється.
- Л. Л. Іванов. Антарктида: острів Лівінгстон та острів Сміт . Масштаб 1: 100000 топографічної карти. Фонд Манфреда Вернера, 2017.ISBN 978-619-90008-3-0